# Faunia

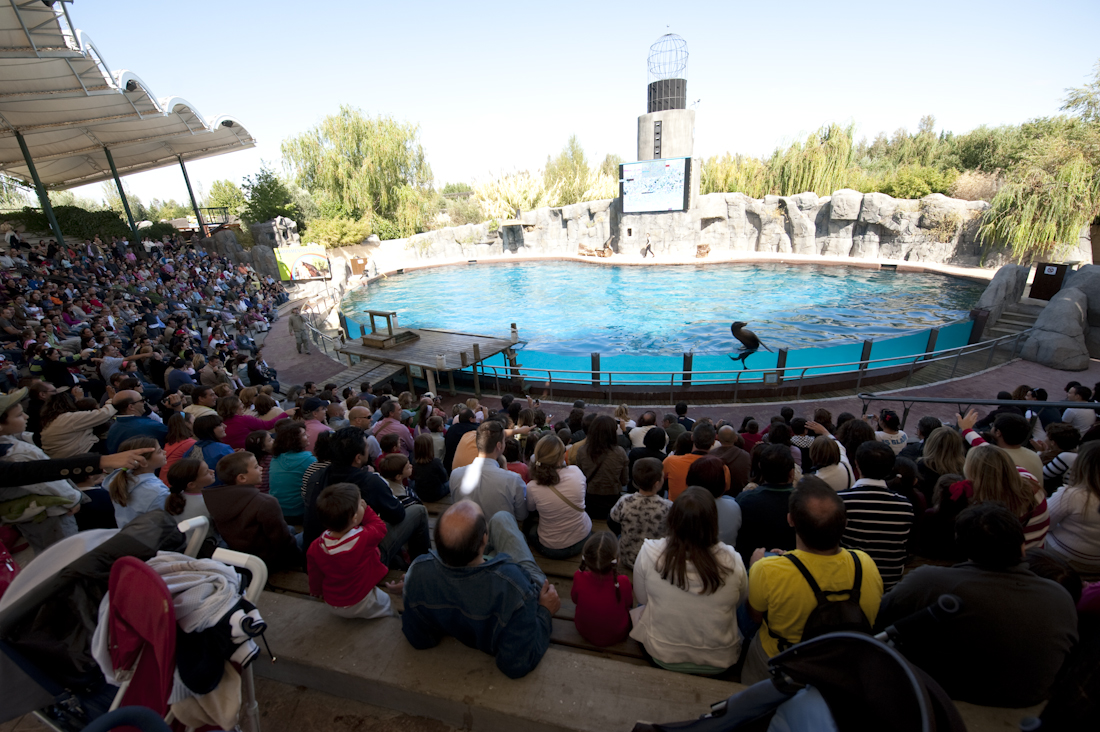
Teatro Lago

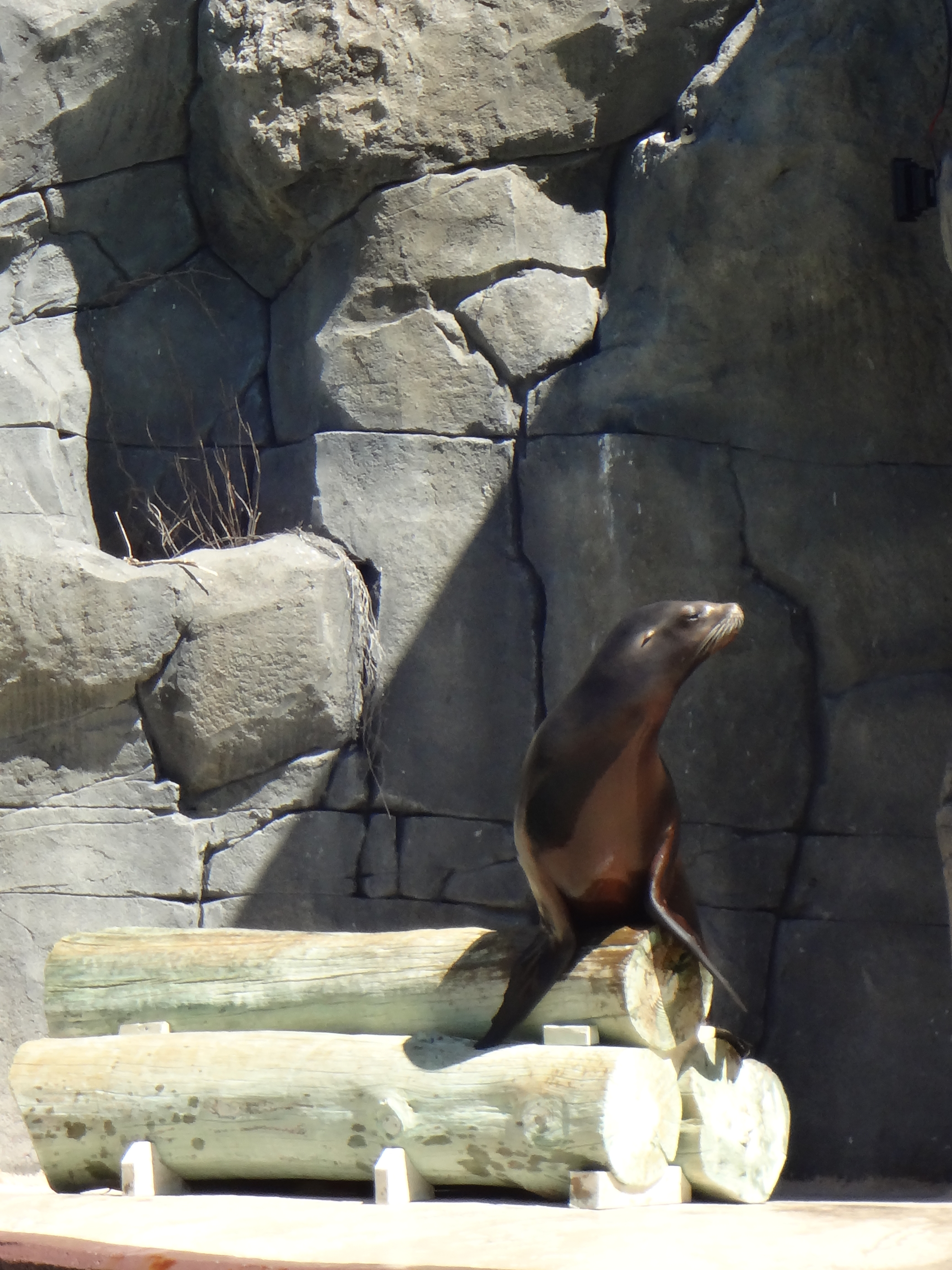
Lobo marino

Faunia es un jardín botánico y parque zoológico, de unas 14 hectáreas de extensión ubicado en el distrito de Vicálvaro, Madrid (España). Está organizado en áreas que representan diferentes ecosistemas como la jungla, los polos o bosque africano. Es propiedad de Parques Reunidos, SA.
Fue inaugurado el 10 de julio de 2001 bajo la denominación Parque Biológico de Madrid. En 2002 el parque fue rebautizado con el nombre de Faunia, denominación creada por el filólogo y escritor Fernando Beltrán. El autor del proyecto es Ricardo Novaro Bocco.
En 2014, recibió a 400.867 visitantes.

## Especies

### Invertebrados

#### Arácnidos
1. Tarántula de Smith (Brachypelma smithi)
2. Tarántula de patas rojas (Nhandu carapoensis)
3. Tarántula de Seeman (Aphonopelma seemanni)

#### Insectos
1. Insecto palo gigante (Eurycnema goliath)
2. Insecto palo de Vietnam (Baculum extradentatum)
3. Mariposa atlas (Attacus atlas)
4. Mariposa cebra (Heliconius charithonia)
5. Mariposa morfo azul (Morpho menelaus)

### Peces
1. Carpa koi (Cyprinus carpio)

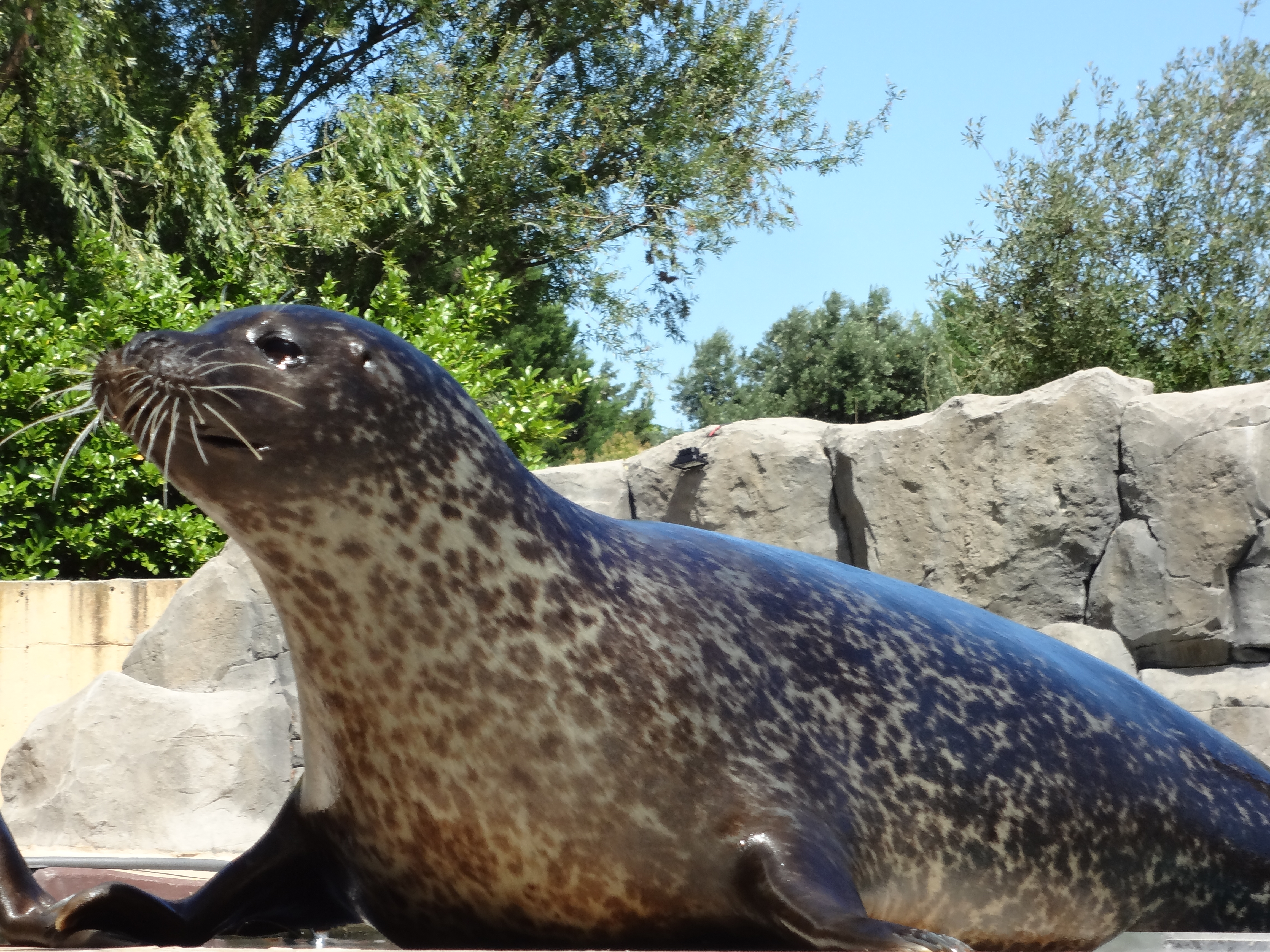
Foca

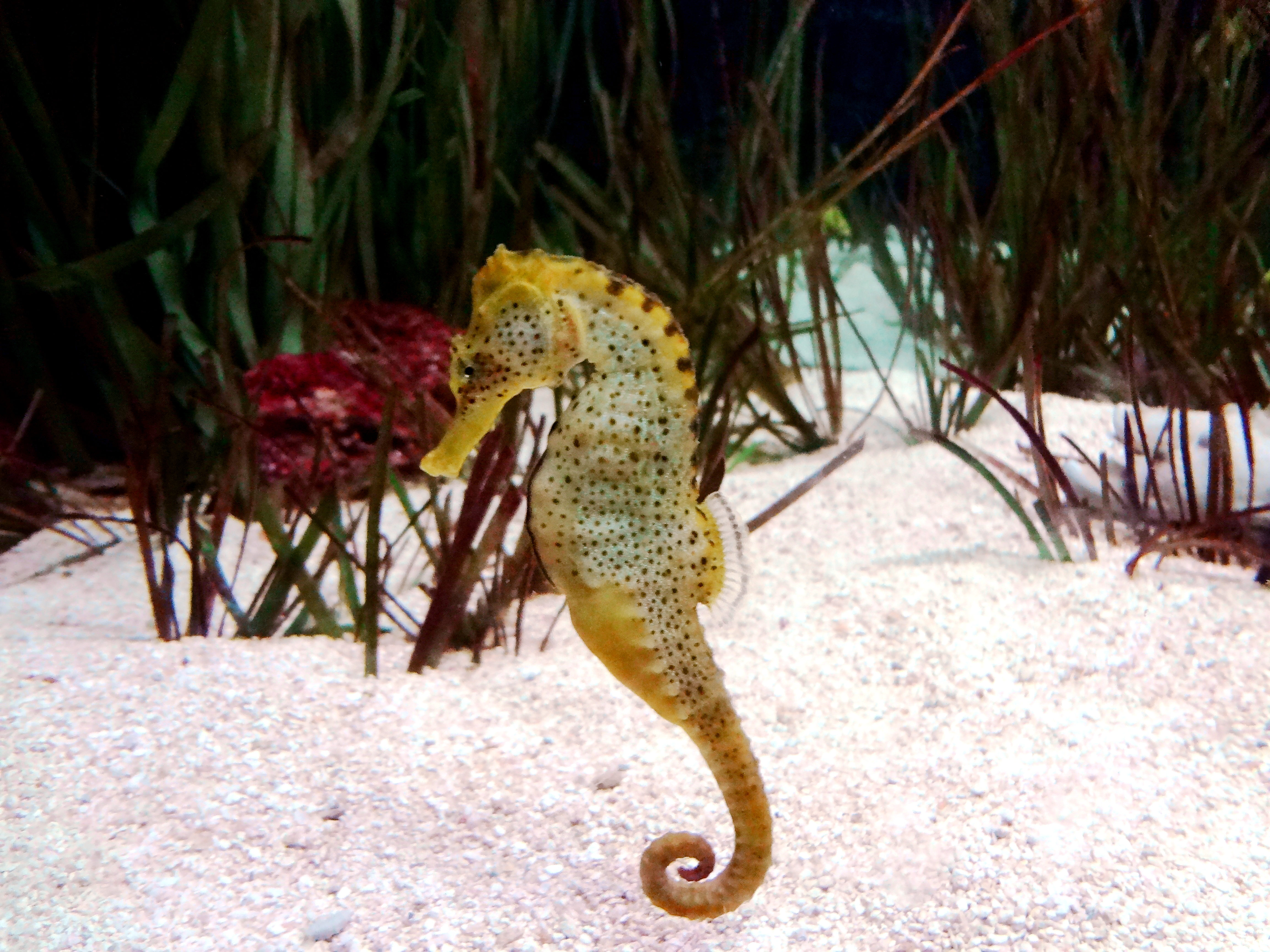
Los caballitos de mar o hipocampos (género Hippocampus)

2. Pez elefante (Gnathonemus petersi)
3. Tetra ciego (Astyanax fasciatus)
4. Pez escorpión (Pterois volitans)
5. Arapaima (Arapaima gigas)
6. Los caballitos de mar o hipocampos (género Hippocampus)
7. Pez gato de cola roja (Phractocephalus hemioliopterus)
8. Pez cuatro ojos (Anableps anableps)
9. Piraña roja (Pygocentrus nattereri)
10. Pacú rojo (Piaractus brachypomus)
11. Raya motoro (Potamotrygon motoro)
12. Pez caimán moteado (Lepisosteus oculatus)
13. Anguila jardinera (Heteroconger hassi)
14. Tiburón de puntas negras (Carcharinus melanopterus)
15. Pez cirujano azul (Paracanthurus hepatus)
16. Pez mariposa luna (Chaetodon lunula)
17. Pejesapo rayado (Antennarius striatus)
18. Damisela dominó (Dascyllus trimaculatus)
19. Pez unicornio de espina naranja (Naso lituratus)
20. Pez cirujano amarillo (Zebrasoma flavescens)

### Anfibios
1. Ajolote (Ambystoma mexicanum)
2. Rana de uñas africana (Xenopus laevis)

### Reptiles
1. Pitón india (Python molurus)

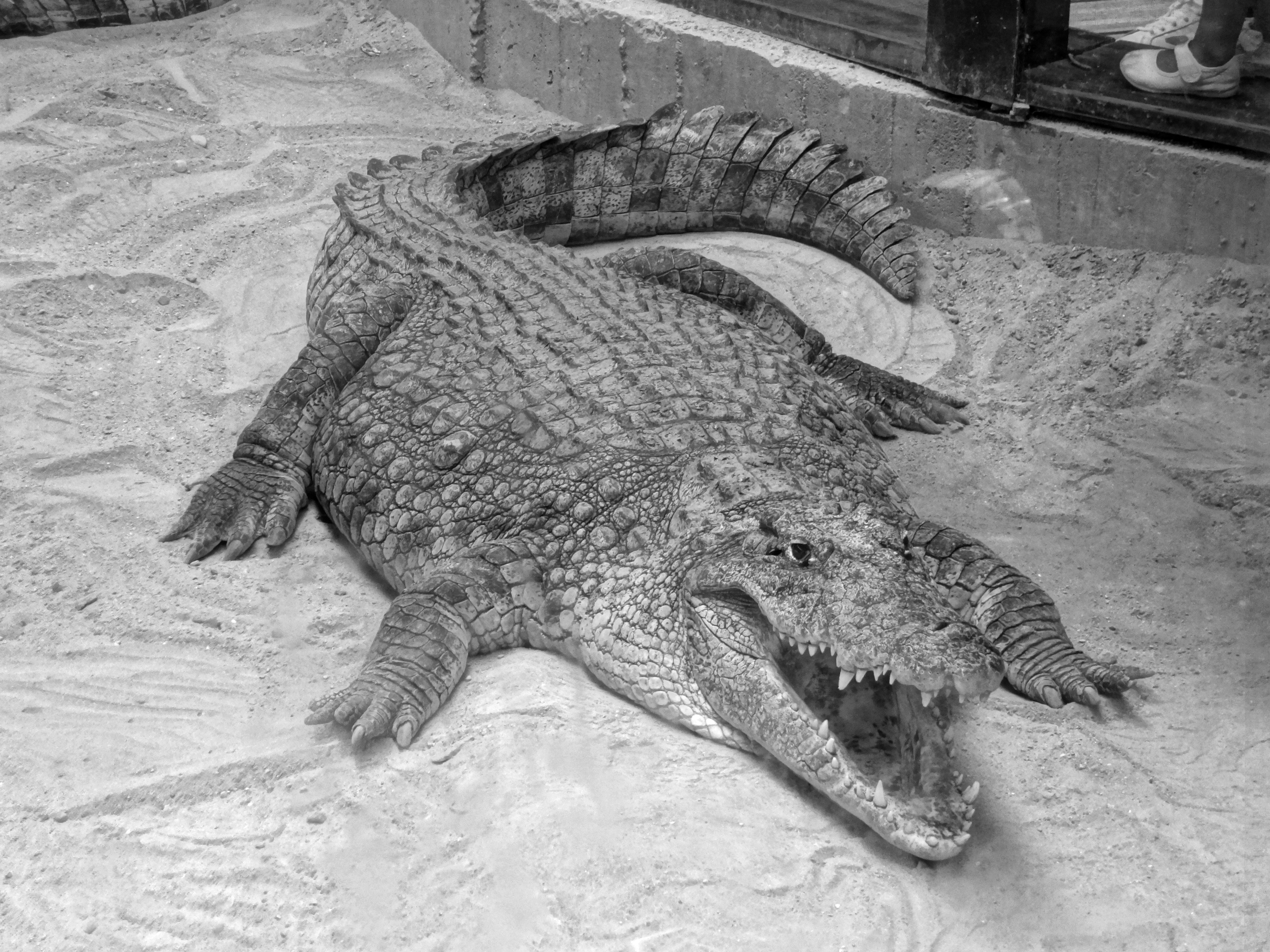
El cocodrilo del Nilo (Crocodylus niloticus)

2. Varano de garganta blanca (Varanus albigularis)
3. Caimán de anteojos (Caiman crocodylus)
4. Iguana común (Iguana iguana)
5. Boa constrictor (Boa constrictor)
6. Iguana de Fiyi (Brachylophus fasciatus)
7. Cobra del monoculo (Naja kaouthia)
8. Pitón amatista (Morelia amethistina)
9. Lagarto barbudo (Pogona vitticeps)
10. Cocodrilo del Nilo (Crocodylus niloticus)
11. Dragón de Komodo (Varanus komodoensis)

### Aves

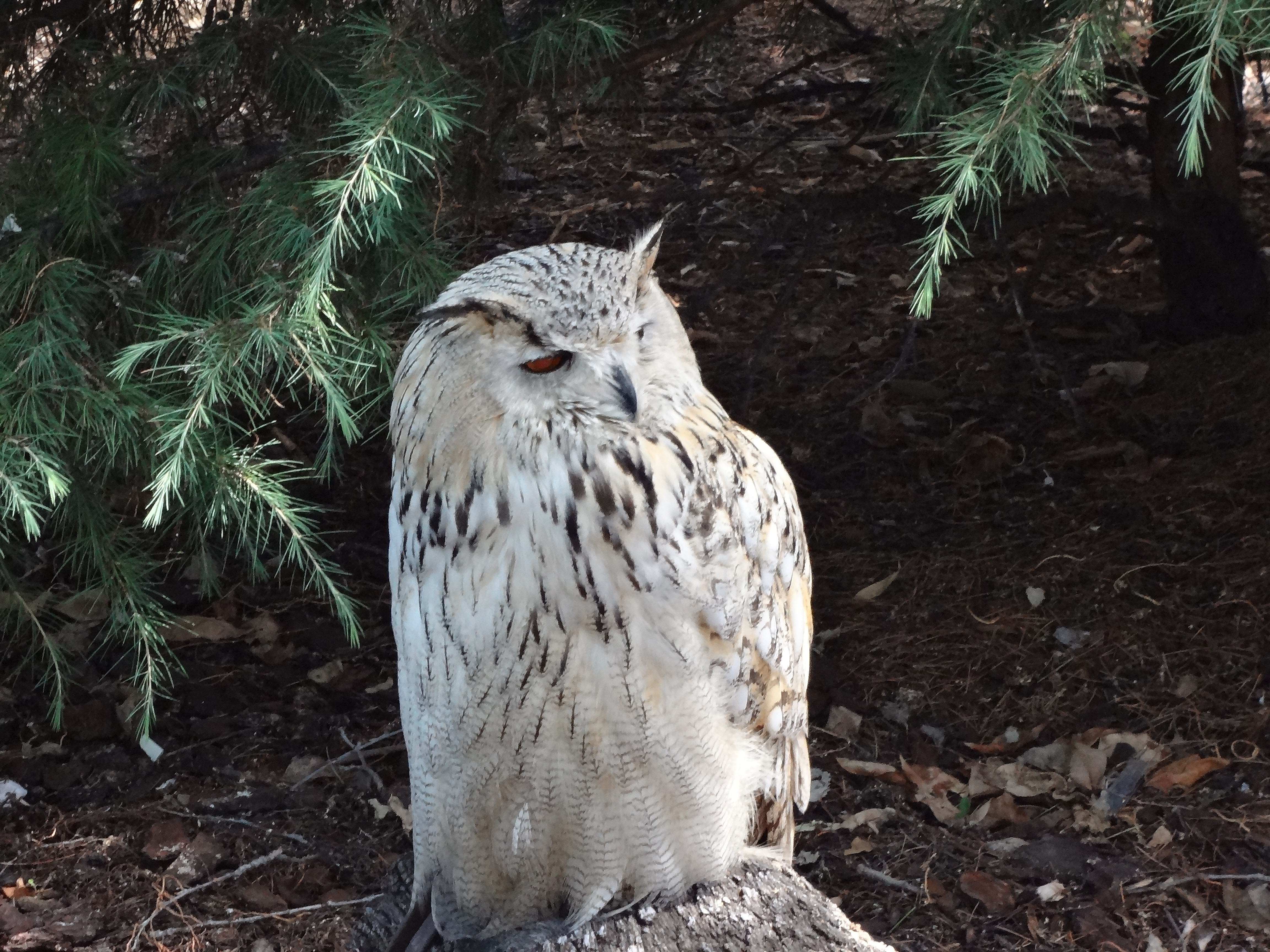
Búho real siberiano (Bubo bubo sibiricus)

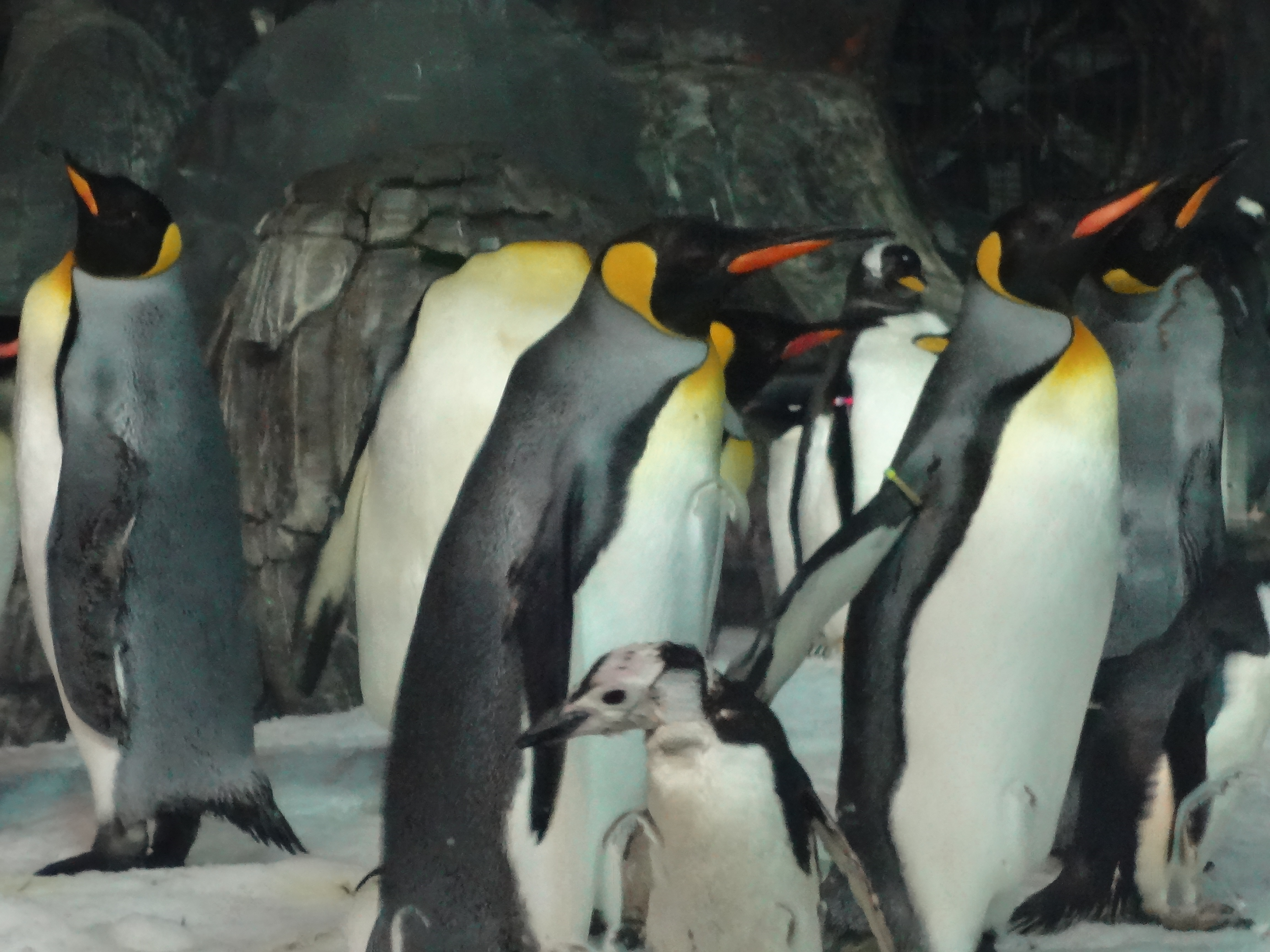
El pingüino emperador, (Aptenodytes forsteri)

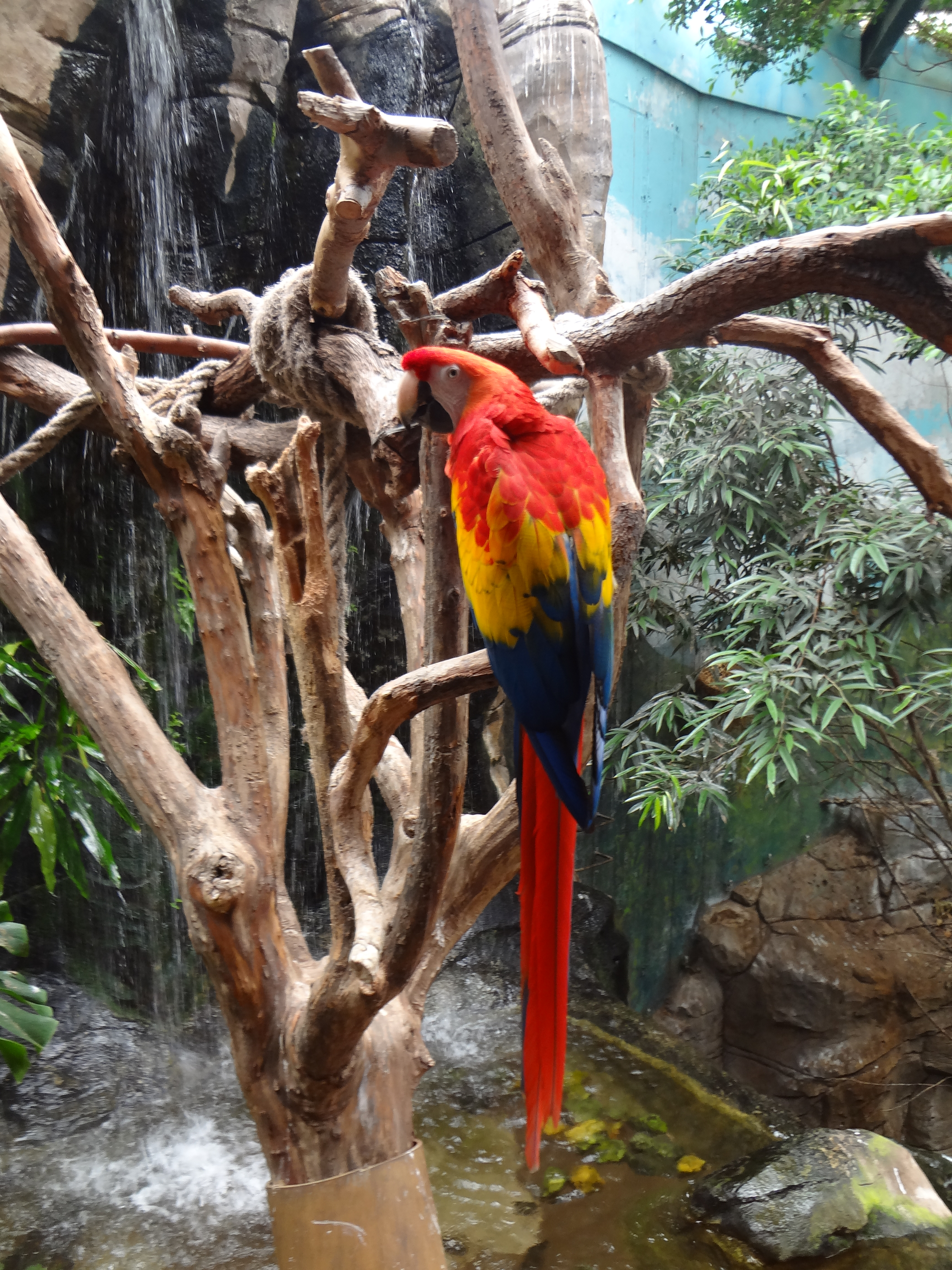
El guacamayo macao (Ara macao)

1. Flamenco rojo (Phoenicopterus ruber)
2. Flamenco enano (Phoenicopterus minor)
3. Ánade real (Anas platyrhynchos)
4. Ánade de las Bahamas (Anas bahamensis)
5. Cerceta castaña (Anas castanea)
6. Cisne vulgar (Cygnus olor)
7. Cisne negro (Cygnus atratus)
8. Cisne cuellinegro (Cygnus melanocoryphus)
9. Pato colorado (Netta rufina)
10. Tarro blanco (Tadorna tadorna)
11. Tarro canelo (Tadorna ferruginea)
12. Ánsar emperador (Anser canagicus)
13. Pato mandarín (Aix galericulata)
14. Suirirí bicolor (Dendrocygna bicolor)
15. Barnacla canadiense (Branta canadiensis)
16. Barnacla cariblanca (Branta leucopsis)
17. Barnacla cuellirroja (Branta ruficollis)
18. Halcón sacre (Falco cherrug)
19. Buitre leonado (Gyps fulvus)
20. Águila escudada (Geranoaetus melanoleucus)
21. Pigargo vocinglero (Haliaeetus vocifer)
22. Pelícano gris (Pelecanus rufescens)
23. Pelícano vulgar (Pelecanus onocrotalus)
24. Cormorán grande (Phalacrocorax carbo)
25. Ostrero negro (Haematopus bachmani)
26. Pintada común (Numida meleagris)
27. Grulla coronada gris (Balearica regulorum)
28. Mirlo brillante (Lamprotornis purpureus)
29. Garcilla bueyera (Bubulcus ibis)
30. Urraca de copete (Calocitta colliei)
31. Urraca crestada común (Cyanocorax sp.)
32. Gaviota argentea (Larus argentatus)
33. Gaviota cabecigrís Larus cirrocephalus)
34. Pingüino rey (Aptenodytes patagonicus)
35. Pingüino de barbijo (Pygoscelis antarctica)
36. Pingüino papúa (Pygoscelis papua)
37. Pingüino de Adelia (Pygoscelis adeliae)
38. Pingüino saltarrocas (Eudyptes chrysocome)
39. Pingüino magallánico (Spheniscus magellanicus)
40. Pingüino de Humboldt (Spheniscus humboldti)
41. Rascón (Aramides ypecaha)
42. Tucán de Swainson (Ramphastos swainsonii)
43. Amazona de nuca amarilla (Amazona auropalliata)
44. Pavón moquiamarillo (Crax daubentoni)
45. Ibis escarlata (Eudocimus ruber)
46. Trompetero de ala gris (Psophia crepitans)
47. Tucan común (Ramphastos toco)
48. Cotorra sol (Aratinga solstitialis)
49. Guacamayo amarillo y azul (Ara ararauna)
50. Guacamayo rojo de ala amarilla (Ara macao)
51. Ñandú común (Rhea americana)
52. Faisán plateado (Lophura nycthemera)
53. Faisán de Lady Amherst (Chrysolophus amherstiae)
54. Grulla común (Grus grus)
55. Grulla damisela (Anthropoides virgo)

### Mamíferos

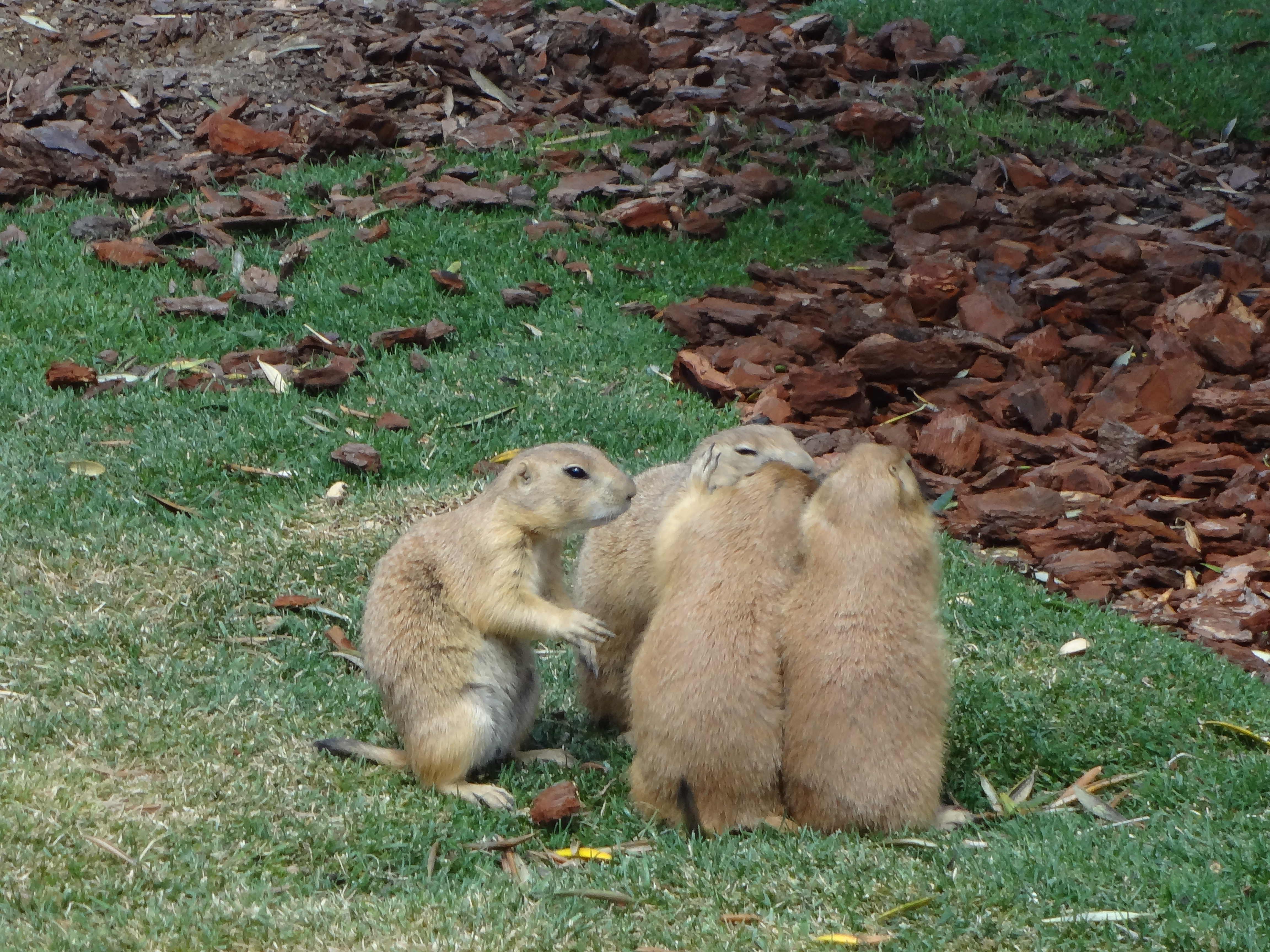
Perrito de las praderas (Cynomys ludovicianus)

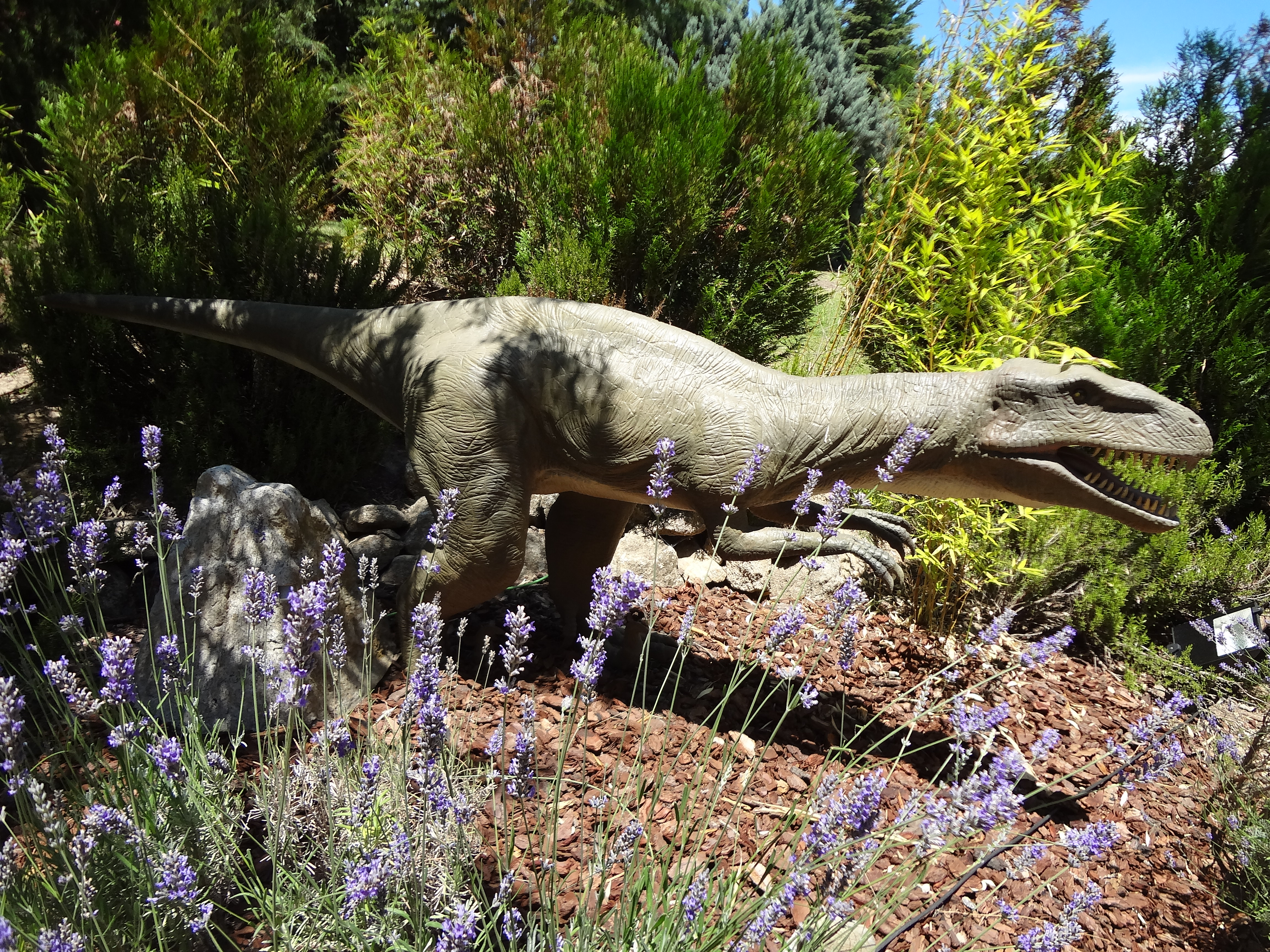
Atracción Dinosauria para los niños

1. Perrito de las praderas (Cynomys ludovicianus)
2. Mono capuchino de cabeza dura (Cebus apella)
3. Cobaya (Cavia porcellus)
4. Oveja doméstica (Ovis aries)
5. Poni (Equus caballus)
6. Cabra doméstica (Capra aegagrus hircus)
7. Cerdo vietnamita (Sus scrofa domestica)
8. Burro africano (Equus africanus)
9. Cabra doméstica (Capra hircus)
10. Foca común (Phoca vitulina)
11. León marino de Steller (Eumetopias jubatus)
12. Oso marino de Sudáfrica (Arctocephalus pusillus)
13. Zorro volador de la India (Pteropus giganteus)
14. Murciélago colicorto (Carollia perspicillata)
15. Liebre saltadora (Pedetes capensis)
16. Mofeta rayada (Mephitis mephitis)
17. Perezoso de dos dedos (Choloepus didactylus)
18. Mono de noche (Aotus trivirgatus)
19. Murciélago frugivoro egipcio (Rousettus aegyptiacus)
20. Puercoespín crestado (Hystrix cristata)
21. Lémur enano gris (Microcebus murinus)
22. Binturong (Arctictis binturong)
23. Cerdo hormiguero (Orycteropus afer)
24. Gineta (Genetta genetta)
25. Chinchilla (Chinchilla chinchilla)
26. Ocelote (Leopardus pardalis)
27. Armadillo de nueve bandas (Dasypus novemcinctus)
28. Kinkajú (Potos flavus)
29. Vari (Varecia variegata)
30. Mapache común (Procyon lotor)
31. Lémur de frente blanca (Eulemur albifrons)
32. Lémur de cola anillada (Lemur catta)
33. Tamandúa sureño (Tamandua tetradactyla)
34. Tamarino león dorado (Leontopithecus rosalia)
35. Calimico de Goeld (Callimico goeldii)
36. Agutí negro (Dasyprocta fuliginosa)
37. Saki de cara blanca (Pithecia pithecia)
38. Mono ardilla (Saimiri sciureus)
39. Jutia conga (Capromys pilorides)
40. Tamarino emperador (Saguinus imperator)
41. Titi de penachos (Callithrix jacchus)
42. Tití enano (Callithrix pygmaea)
43. Rata topo (Heterocephalus glaber)
44. Mangosta enana (Helogale parvula)
45. Muntiaco (Muntiacus reevesi)
46. Corzuela parda (Mazama gouazoubira)
47. Tamarino león dorado (Leontopithecus rosalia)

## Programas de conservación
Faunia participó en 2007/2008 en 7 programas EEP y 9 programas ESB coordinados por EAZA.
En 2012, de las 143 especies de la colección, doce están incluidas en programas ESB y otras doce en programas EEP en los que el parque participa. Además coordina uno de ellos (Callithrix geoffroyi).